# 미스 다이너마이트
미스 다이너마이트(Ms. Dynamite, MBE, 1981년 4월 26일 ~ )는 잉글랜드의 래퍼, 싱어송라이터, 음반 제작자이다. 2002 머큐리상 수상자이다.

## 음반 목록

### 정규 앨범
- A Little Deeper (2002)
- Judgement Days (2005)

### 믹스테잎
- A Little Darker (2006; 아칼라와 함께)

## 사운드 트랙
- "Dy-Na-Mi-Tee" (FIFA 2003 사운드트랙)
- "Dy-Na-Mi-Te" (Ali G Indahouse 사운드트랙)
- "Dy-Na-Mi-Te" (My Scene 바비 믹스)
- "Krazy Krush" (Misfits 채널 4 사운드트랙)